# Ланс (формація)

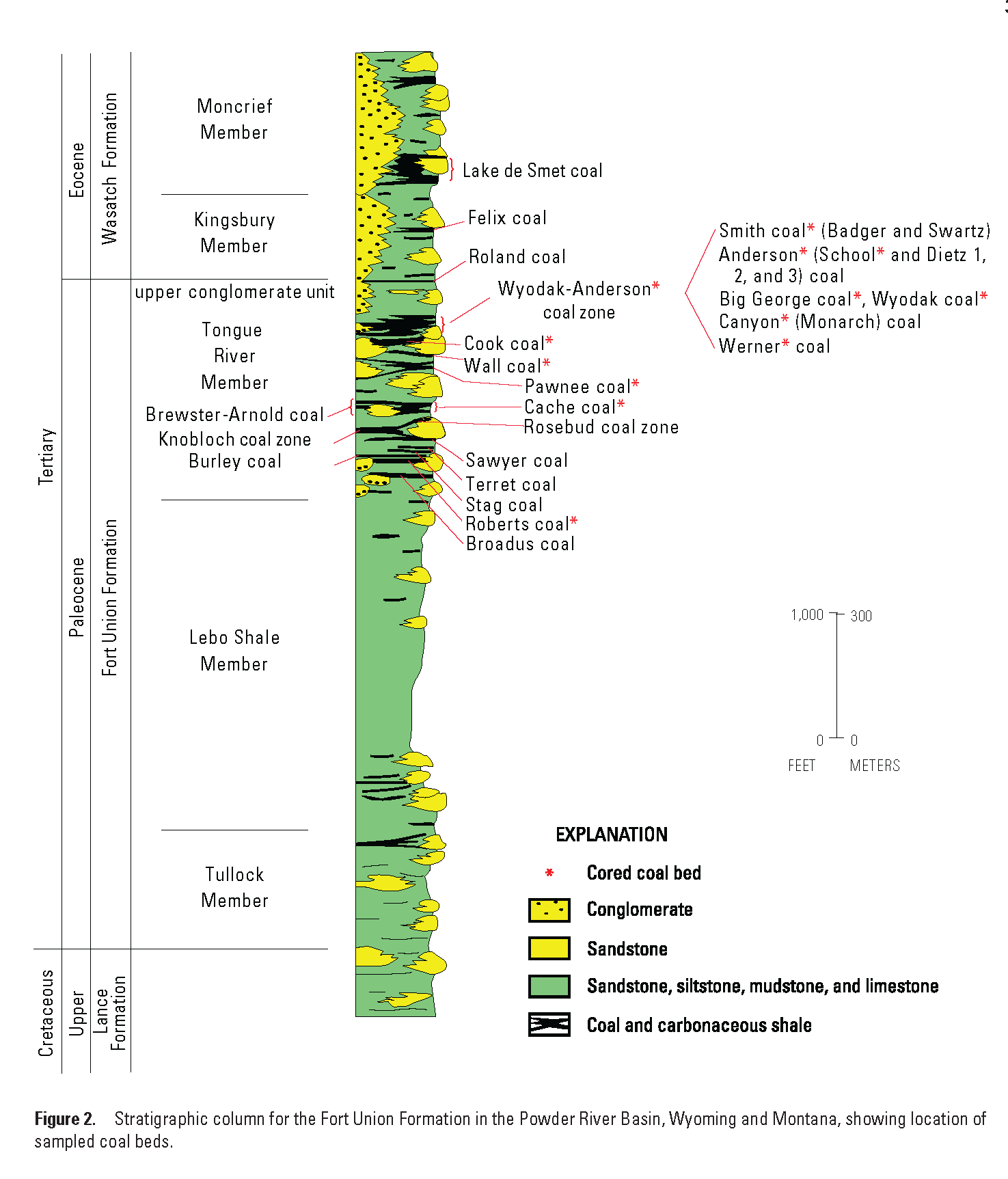
Формація Ланс — стратиграфія

45°01′00″ пн. ш. 109°39′00″ зх. д. / 45.016666666667° пн. ш. 109.65° зх. д.
Формація Ланс — пізньокрейдове утворення (вік приблизно 69–66 млн років тому) на заході Сполучених Штатів. Названа на честь місцевості Ланс-Крік (штат Вайомінг). Формація датується пізнім маастрихтом і має багато спільної фауни з формацією Гелл-Крік у Монтані та Північній Дакоті, формацією Френчман у південно-західному Саскачевані та нижньою частиною формації Сколлард в Альберті.
Формація Ланс виникає над морською зоною амоніта Baculites clinolobatus у Вайомінгу, вершина якої була датована приблизно 69 мільйонами років тому, і простягається до межі крейди-палеогену, 66 мільйонів років тому.

## Опис
У. Г. Пірс описує утворення як товстошаруватий пісковик жовто-коричневого кольору і сіро-зелений сланець.
Товщина утворення змінюється приблизно від 90 м у Північній Дакоті до майже 600 м у частинах штату Вайомінг.

### Середовище осадження
Формація Ланс була закладена потоками на прибережній рівнині вздовж краю Західного внутрішнього моря. Клімат був субтропічний; холодної пори року не було, ймовірно, опадів було достатньо.

## Палеонтологія
Щонайменше десятки тисяч решток хребетних тварин пізньої крейди були знайдені у формації Ланс. Були знайдені скам'янілості, починаючи від мікроскопічних елементів і закінчуючи великими кістковими пластами, з майже повними, іноді зчленованими скелетами динозаврів. Більшість інших тварин, відомих з формації, є прісноводними тваринами. Однак морські скам'янілості також знайдені в пласті, що свідчить про те, що поблизу було море. Фауна птахів в основному складається з рядів, що існують і сьогодні.

### Целурозаври

#### Птахи
| Птахи          | Птахи          | Птахи            | Птахи        | Птахи                                                                              | Птахи                                                        | Птахи      |
| Рід            | Види           | Місцезнаходження | Стратиграфія | Матеріал                                                                           | Примітки                                                     | Зображення |
| -------------- | -------------- | ---------------- | ------------ | ---------------------------------------------------------------------------------- | ------------------------------------------------------------ | ---------- |
| Apatornis      | A. retusus     |                  |              |                                                                                    | Перекласифіковано як Palintropus retusus                     |            |
| Ceramornis     | C. major       |                  |              | - UCMP 53959 (голотип), частковий коракоїд                                         | Можливий сивкоподібний птах                                  |            |
| Cimolopteryx   | C. petra       |                  |              |                                                                                    | Перекласифіковано як Lamarqueavis minima                     |            |
| Cimolopteryx   | C. rara        |                  |              | - YPM 1805 (голотип), частковий коракоїд                                           | Сивкоподібні                                                 |            |
| Cimolopteryx   | C. retusa      |                  |              |                                                                                    | Перекласифіковано як Palintropus retusus                     |            |
| Cimolopteryx   | C. minima      |                  |              |                                                                                    | Перекласифіковано як Lamarqueavis minima                     |            |
| «Cimolopteryx» | «C.» maxima    |                  |              | - UCMP 53973 (голотип), частковий коракоїд                                         | Сивкоподібний птах, не обов'язково близький до Cimolopteryx. |            |
| Graculavus     | G. augustus    |                  |              | - AMNH 25223, часткова плечова кістка                                              | можливо сивкоподібний                                        |            |
| Lamarqueavis   | L. minima      |                  |              | - UCMP 53976 (голотип), частковий коракоїд                                         | сивкоподібні.                                                |            |
| Lamarqueavis   | L. petra       |                  |              | - AMNH 21911 (голотип), частковий коракоїд                                         | сивкоподібні.                                                |            |
| Lonchodytes    | L. estesi      |                  |              | - UCMP 53954 (голотип), часткова тарсометатарзус                                   | можливий буревісникоподібний                                 |            |
| «Lonchodytes»  | «L.» pterygius |                  |              | - UCMP 53961 (голотип), часткова променезап'ясткова кісток                         | можливо сивкоподібний                                        |            |
| «Palaeotringa» | «P.» vetus     |                  |              | - ANSP 13361 (голотип), частковий тибіотарзус - AMNH 25221,, частковий тибіотарзус | Птах, схожий на журавлів, ідіорнісів та пресбіорнісів.       |            |
| Palintropus    | P. retusus     |                  |              | - YPM 513 (голотип), частковий коракоїд                                            | базальний орнітуроморф, що належить до Ambiortiformes.       |            |
| Potamornis     | P. skutchi     |                  |              | - UCMP 73103 (голотип), квадрат - тарсометатарзус?                                 | гесперорнісоподібний, також присутній у формації Гелл-Крік.  |            |
| Torotix        | T. clemensi    |                  |              | - UCMP 53958, часткова плечова кістка                                              | можливо пресбіорнітид.                                       |            |

#### Інші целурозаври
| Целурозаври    | Целурозаври                   | Целурозаври      | Целурозаври  | Целурозаври                                          | Целурозаври | Целурозаври |
| Рід            | Види                          | Місцезнаходження | Стратиграфія | Матеріал                                             | Примітки | Зображення  |
| -------------- | ----------------------------- | ---------------- | ------------ | ---------------------------------------------------- | --- | ----------- |
| Aublysodon     | A. amplus                     |                  |              | Зуби, типовий екземпляр                              | Сумнівний тиранозаврид, ймовірно, є синонімом тиранозавра рекса |             |
| Aublysodon     | A. cristatus                  |                  |              | Зуби, типовий екземпляр                              | Сумнівний тиранозаврид, ймовірно, є синонімом тиранозавра рекса |             |
| «Ornithomimus" | «О.» sedens                   |                  |              | типовий зразок, «крижі та фрагменти клубової кістки» | Орнітомімід. |             |
| Paronychodon   | P. caperatus                  |                  |              | Зуби, типовий екземпляр                              | Троодонтид |             |
| Pectinodon     | P. bakkeri                    |                  |              | Зуби, типовий екземпляр                              | Троодонтид |             |
| Тиранозавр     | T. rex Т. imperator Т. regina |                  |              | Кілька часткових зразків і зубів                     | Тиранозаврид, спочатку ідентифікований із формації Гелл-Крік . Також зустрічається у формаціях Денвер, Ферріс, Френчмен, Джавеліна, Лівінгстон, Макрей, Норт-Горн, Сколлард і Віллоу-Крік. Синоніми типових зразків із цієї формації включають Dynamosaurus imperiosus і Manospondylus gigas . |             |
| Nanotyrannus   | N. lancensis                  |                  |              |                                                      | Синонім тиранозавра . |             |

### Птахотазові

#### Анкілозаври
| Анкілозаври     | Анкілозаври     | Анкілозаври       | Анкілозаври              | Анкілозаври                                    | Анкілозаври | Анкілозаври |
| Рід             | види            | Місцезнаходження  | Стратиграфічне положення | матеріал                                       | Примітки | Зображення  |
| --------------- | --------------- | ----------------- | ------------------------ | ---------------------------------------------- | --- | ----------- |
| Анкілозавр      | A. magniventris | - Вайомінг        |                          | Понад 70 остеодерм і зуб                       | Анкілозаврид, спочатку ідентифікований із формації Гелл-Крік.                                                                                           |             |
| Denversaurus    | D. schlessmani  | - Південна Дакота |                          | Майже повний череп, кілька зубів і остеодерми. | Нодозаврид |             |
| Edmontonia      | E. sp.          | - Вайомінг        |                          | Зуби                                           | Нодозаврид . Скам'янілості були знайдені у формації Хелл-Крік, формації Ферріс, формації Парк Динозаврів, формації Каньйон Підкови та формації Денвер . |             |
| "Palaeoscincus" | «P. latus»      | - Вайомінг        |                          | Зуби                                           | Ймовірно, це був нодозаврид, але зуби також могли належати Pachycephalosauridae.                                                                        |             |

#### Маргіноцефалії
| Маргіноцефалії     | Маргіноцефалії        | Маргіноцефалії   | Маргіноцефалії | Маргіноцефалії                                       | Маргіноцефалії | Маргіноцефалії |
| Рід                | Види                  | Місцезнаходження | Стратиграфія   | атеріал                                              | Примітки | Зображення     |
| ------------------ | --------------------- | ---------------- | -------------- | ---------------------------------------------------- | --- | -------------- |
| Agathaumas         | A. sylvestris         |                  |                | «Частковий криж і таз», типовий зразок .             | Сумнівний цератопсид, ймовірно, синонім Triceratops horridus |                |
| Leptoceratops      | L. gracilis           |                  |                |                                                      | Цератопс |                |
| Nedoceratops       | N. hatcheri           |                  |                | «[Один] череп», типовий зразок .                     | Цератопсид, можливо, є синонімом Triceratops horridus . Синоніми включають Diceratops hatcheri та Diceratus hatcheri .                                                         |                |
| Pachycephalosaurus | P. Wyomingensis       |                  |                | Фрагментні екземпляри, включаючи типовий екземпляр . | Пахицефалозавр. |                |
| «Палеосцинкус»     | «P.» latus            |                  |                | «Зуб».                                               | Сумнівний пахицефалозавр, раніше класифікований як анкілозавр Palaeoscincus |                |
| Stygimoloch        | S. spinifer           |                  |                |                                                      | Пахицефалозавр, можливо, є синонімом Pachycephalosaurus wyomingensis |                |
| Torosaurus         | T. latus              |                  |                | Кілька зразків, включаючи типовий зразок .           | Цератопсид, можливо, є синонімом Triceratops horridus . Torosaurus gladius, типовий екземпляр з цієї формації, є синонімом. Також присутній у формаціях Френчмен і Гелл-Крік . |                |
| Triceratops        | T. horridus Т. Indet. |                  |                | «Частковий череп і скелет», типовий екземпляр        | Цератопсид, також знайдений у формаціях Еванстон, Френчмен, Гелл-Крік, Ларамі та Сколлард. Синоніми типових зразків із цієї формації включають T. ingens і T. sulcatus .       |                |

#### Орнітоподи
Невизначені копалини ламбеозаврин були знайдені у формації Ланс.
| Орнітоподи              | Орнітоподи      | Орнітоподи       | Орнітоподи   | Орнітоподи                                                                | Орнітоподи | Орнітоподи |
| Рід                     | Види            | Місцезнаходження | Стратиграфія | Матеріал                                                                  | Примітки | Зображення |
| ----------------------- | --------------- | ---------------- | ------------ | ------------------------------------------------------------------------- | --- | ---------- |
| Edmontosaurus           | E. annectens    |                  |              | Череп, скелети, в тому числі типовий екземпляр, «мумія» та кісткове ложе. | Гадрозаврид. Синоніми цієї формації включають Anatosaurus annectens і Claosaurus annectens. Також знайдено у формаціях Френчмен, Гелл-Крік, Ларамі та Сколлард. |            |
| Thescelosaurus          | T. neglectus    |                  |              | Добре збережений скелет, типовий екземпляр                                | Тесцелозаврид . Також знайдено у формаціях Френчмен, Гелл-Крік, Ларамі та Сколлард.                                                                             |            |
| Thespesius occidentalis | Т. occidentalis |                  |              | Зуби, хребці, кістки пальців ніг (включаючи типовий зразок)               | Сумнівний гадрозаврид, можливо синонім E. annectens |            |
| «Trachodon"             | «Т.» longiceps  |                  |              | Одна часткова щелепа (YPM 616), типовий екземпляр                         | Сумнівний гадрозаврид, можливо синонім E. annectens |            |

### Інші хребетні
Інші наземні хребетні включають птерозаврів (наприклад, Аждарчо), крокодили, хампсозаври, ящірки, змії, черепахи, жаби та саламандри.